# Twin Peaks (serial)
Twin Peaks este un serial polițist științifico-fantastic american creat de David Lynch și Mark Frost. Acțiunea se desfășoară în orășelul fictiv Twin Peaks din nord-estul statului american Washington.  Exterioarele au fost filmate în nord-vestul acestui stat, în localitățile Snoqualmie și North Bend, în timp ce majoritatea scenelor de interior au fost filmate într-o clădire comercială dezafectată din San Fernando Valley.
Serialul a fost difuzat pe canalul de televiziune American Broadcasting Company din Statele Unite ale Americii în două sezoane distincte, rulând între 8 aprilie 1990 și 10 iunie 1991, pe parcursul a 30 de episoade, împărțite între cele două sezoane, care au rulat 8, respectiv 22 de episoade.
Pe 6 octombrie 2014 a fost anunțată întoarcerea serialului pentru un al treilea sezon . Apariția este programată pentru anul 2016 pe canalul american de televiziune Showtime.În ianuarie 2015 a fost confirmată și participarea lui Kyle MacLachlan,interpretul agentului FBI Dale Cooper,pentru această continuare.Au mai fost anunțate revenirile lui Sheryl Lee,cunoscută pentru rolul Laurei Palmer si Dana Ashbrook,actorul care l-a jucat pe Bobby Briggs.
Deși în primăvara anului 2015 s-a anunțat că Lynch nu va regiza noile episoade datorită unei neîntelegeri cu reprezentanții postului de televiziune acesta a revenit ulterior asupra deciziei.O dată cu soluționarea problemelor a fost anunțată extinderea numărului de episoade care au crescut de la 9 câte erau planificate inițial la 18.
Al treilea sezon a avut premiera la 21 mai 2017 și este format din 18 episoade.

## Aspecte generale
Linia narativă principală a serialului prezintă povestea agentului special FBI Dale Cooper și a investigației acestuia în cazul morții tinerei Laura Palmer.
Viața într-un orășel tipic american este prezentată prin intermediul unei comunități strânse de nesofisticați și excentrici. Primul episod a fost filmat în orașele reale North Bend și Snoqualmie, nu departe de Seattle, la poalele Munților Cascadelor.
Povestea începe cu descoperirea cadavrului Laurei pe malul unui lac, “înfășurat în plastic”. Ca urmare a desfășurării anchetei, fiecare locuitor al orașului este expus treptat cercetării atente și adesea incomode a agentului Cooper și a autorităților locale, dezvăluindu-se latura întunecată a vieții multor personaje.
Asemenea multor altor creații ale lui Lynch (în special filmul „Blue Velvet”), „Twin Peaks” explorează contrastul între aparențele respectabile ale vieții citadine și aspectele putrede, ascunse ale vieții. Serialul se aseamănă cu restul operei lui Lynch prin faptul că este greu de plasat într-un anumit gen cinematografic: din punct de vedere stilistic, serialul împrumută tonul tulburător și premisele supranaturale ale filmelor horror, oferind simultan o parodie a telenovelelor americane, prin prezentarea melodramatică a activităților dubioase ale personajelor. Asemenea întregii opere a lui Lynch, „Twin Peaks” reprezintă un studiu moral serios, care iese în evidență atât prin comedia bizară, cât și printr-o doză de suprarealism.
„Twin Peaks” rămâne celebru în special datorită prestației foarte bune a lui Kyle MacLachlan în rolul agentului special Dale Cooper, care a spus una din cele mai celebru replici ale serialului: „O cafea a naibii de bună... și fierbinte!”
Pe măsură ce misterul se adâncește, ni se prezintă o serie de personaje, unele ciudate, altele de-a dreptul sinistre, printre care:
- proprietarul de benzinărie, Big Ed Hurley și soția sa chioară, obsedată de draperii, Nadine, a cărei replică „Draperiile alea n-o să se atârne singure” a devenit celebră;
- Margaret Lanterman, excentrica „Doamnă cu Butucul”, care primește aparent mesaje telepatice de la butucul pe care îl poartă în permanență;

- sinistrul camionagiu Leo Johnson, un traficant de droguri violent, și frumoasa sa soție Shelly, care are o aventură secretă cu iubitul Laurei, Bobby Briggs;

- frumoasa, dar tulburata patroană a cafenelei, Norma Jennings, amanta lui Big Ed;

- excentricul psihiatru Dr Lawrence Jacoby.

Alte replici memorabile: „E un pește în filtrul de cafea” și „E moartă! Înfășurată în plastic!”.
Alegerea actorilor este un alt element specific lui Lynch, dat fiind că, asemenea majorității proiectelor sale, apar membrii unui grup de actori preferați de Lynch, printre care Jack Nance, Grace Zabriskie și Everett McGill. Iese în evidență și apariția câtorva actori veterani care nu mai apăruseră pe micul de ecran de foarte mult timp: Piper Laurie și Russ Tamblyn, vedete ale anilor 1950, și Peggy Lipton.
Un alt aspect celbru este folosirea repetitivă și uneori misterioasă a unor motive  — copacii, apa, cafeaua, gogoșile, bufnițele, rațele, focul — și a numeroaselor referiri la alte filme și seriale, precum „Zona Crepusculară” (aparate care se defectează în mod misterios) și „The Patty Duke Show” (fenomenul verilor identici).
Lynch a folosit și o serie de evenimente întâmplătoare care au avut loc în timpul filmărilor, de exemplu în scena în care Cooper examinează cadavrul Laurei. În timpul filmării, un tub fluorescent defect pâlpâia în mod constant, însă regizorul a hotărât să nu îl înlocuiască dat fiind că îi plăcea efectul tulburător creat. În cursul aceleiași scene, unul din actorii secundari a înțeles greșit indicațiile și, crezând că a fost întrebat cum se numește, i-a spus lui Cooper numele său adevărat în loc să își spună replica, uimindu-i vizibil pe ceilalți actori. Se spune că Lynch a fost atât de mulțumit de acest moment straniu, încât l-a păstrat în scenă.
Acțiunea este plasată în 1989, fiecare episod, cu unele excepții, reprezentând o singură zi din cronologie.

## Origini
Un producător de la studioul Warner Brothers dorea ca Lynch să regizeze un film despre Marilyn Monroe, bazat pe cartea The Goddess. Lynch își aduce aminte în cartea Lynch on Lynch că era "oarecum interesat. Îmi plăcea mult ideea acestei femei cu probleme, dar nu știam dacă-mi place ca asta să fie o poveste adevărată." Mark Frost a fost angajat să scrie scenariul. Deși proiectul a fost abandonat de Warner Brothers, Lynch și Frost au devenit buni prieteni și au scris un scenariu intitulat "One Saliva Bubble", Steve Martin urmând să interpreteze rolul principal. Cu toate acestea, nici acest film nu a fost realizat.
Impresarul lui Lynch, Tony Krantz, încercase să-l convingă pe cineast să lucreze pentru televiziune încă din perioada lui "Blue Velvet" dar acesta nu fusese niciodată cu adevărat interesat de idee. "Așa că într-o zi eu și Mark discutam la Du Pars, cafeneaua de la interseția străzilor Laurel Canyon și Ventura, când, deodată, ne-a venit imaginea asta a unui cadavru adus de ape pe malul unui lac", își amintește Lynch în cartea "Lynch on Lynch". Lynch și Frost au prezentat ideea celor de la ABC în timpul unei întâlniri de 10 minute cu unul din directori, Chad Hoffman, aducând practic doar imaginea aceasta și conceptul, conform spuselor regizorului: "Misterul ucigașului Laurei Palmer era fundalul, dar acesta avea să se retragă încetul cu încetul pe măsură ce făceam cunoștință cu ceilalți locuitori ai orașului și cu problemele pe care le aveau... Proiectul avea să combine o investigație de poliție cu viețile obișnuite ale personajelor. "
Canalul de televiziune a agreat ideea și le-a cerut lui Lynch și Frost să scrie un scenariu pentru episodul pilot. Inițial, serialul se numea "Northwest Passage" și era plasat în Dakota de Nord. 
Deși lui Robert Iger de la ABC i-a plăcut episodul pilot, i-a fost greu să-i convingă pe restul șefilol rețelei. Iger a sugerat ca episodul să fie arătat unui grup mai tânăr și mai divers, căruia i-a plăcut, iar cei de la ABC au fost convinși să cumpere șapte episoade, fiecare costând 1 milion de dolari. Unii directori ai canalului anticipau ca serialul să nu fie difuzat. Cu toate acestea, Iger s-a gândit să îl programeze în grila de primăvară. Ultima înfruntare s-a dat într-o teleconferință între iger și o sală plină

## Reacții

### Succes surpriză
Twin Peaks s-a născut ca un proiect extravagant pentru David Lynch și Mark Frost. Au filmat episodul pilot cu un acord din partea canalului de televiziune conform căruia putea să filmeze un final adițional pentru a crea un film de lung metraj destinat comercializării în Europa în cazul în care serialul nu avea să fie difuzat. Acestea au fost începuturile de rău augur ale serialului Twin Peaks.
În prima serie, căutarea ucigașului Laurei Palmer a pus serialul în mișcare și a cucerit imaginația publicului, deși creatorii au recunoscut că era vorba de fapt despre un MacGuffin, o strategie pusă la punct pentru a se asigura interesul continuu al audienței. Fiecare episod era de fapt despre orășeni și despre latura sinistră a unui orășel aparent idilic.
Prima serie a avut numai opt episoade și a fost considerată revoluționară din punct de vedere artistic și tehnic pentru televiziunea din acea perioadă, încercând să adere la standardele filmului. Lynch și Frost au ținut proiectul sub control pe parcursul primei serii, alegând personal fiecare regizor, unii fiind vechi cunoștințe de-ale lui Lynch de la American Film Institute (de exemplu, Caleb Deschanel și Tim Hunter) sau recomandări ale apropiaților lui Lynch.
Elementele interesante, stilul încântător și scenariul inteligent au făcut din Twin Peaks un succes gigantic și surprinzător. Publicului i-au plăcut personajele extravagante, mai ales agentul Dale Cooper, interpretat de Kyle MacLachlan, și umorul bizar. La scurt timp după finalul ambiguu al primei serii, popularitatea emisiunii a atins apogeul, iar Peaksmania s-a născut. Brusc, toată lumea știa de Twin Peaks, care începuse să intre în cultura populară generală (de exemplu, la Saturday Night Live), iar creatorii și actorii apăreau în mod regulat la talk show-uri și în interviuri. ABC a început să-și ia în serios noul serial ciudat. Se considera că Twin Peaks va domina Premiile Emmy din 1990, fiind nominalizat la nu mai puțin de opt premii, excluzându-le pe cele tehnice, însă mulți (în special creatorii serialului) au fost șocați când Twin Peaks nu a câștigat niciun premiu

### A doua serie
La scurt timp după succesul, atât critic, cât și financiar, al priemi serii, ABC a comandat un al doilea sezon, de data aceasta mărind semnificativ numărul de episoade la 22. În acest timp, canalul de televiziune a insistat ca scenariștii să dezvăluie ucigașul Laurei Palmer în noua serie. Această idee era împotriva opiniei lui David Lynch, care ar fi vrut ca adevărul să rămână secret pentru totdeauna, însă decizia s-a luat chiar fără concursul lui, cu aprobarea directorilor și a lui Mark Frost, care se temeau că publicul se va plictisi de mister dacă acesta nu avea să fie soluționat în curând. 
Au fost angajați scenariști și regizori noi pentru noua serie și, după ce a regizat câteva episoade (inclusiv pe cel care l-a dezvăluit în cele din urmă pe ucigaș), David Lynch a început să se îndepărteze încetul cu încetul de serial. (Se spune adesea că Lynch filma Wild at Heart în această perioadă, dar de fapt acest film fusese lansat înainte de începerea celei de-a doua serii din Twin Peaks.)
După ce identitatea criminalului a fost în sfârșit dezvăluită, mulți fani s-au arătat dezamăgiți de soluție, în special deoarece latura ciudată, etereală a serialului, care până atunci se putea doar intui, a apărut în prim-plan. Tot în acest timp, ideea unei idile între agentul special Dale Cooper (Kyle MacLachlan) și Audrey Horne (Sherilyn Fenn), a fost respinsă de Kyle MacLachlan (din cauza, se spune, a iubitei și colegei Lara Flynn Boyle), care credea că personajul său, cunsocut pentru valorile morale puternice, nu ar fi acceptat o relație cu o liceeană. Deoarece nu s-a putut ajunge la un consens, scenariștii s-au văzut forțați să aducă în prim-plan fire narative minore, care nu fuseseră create pentru a domina serialul, cu scopul de a acoperi povestea lipsă.

### Audiență în scădere
Datorită rezovării principalei intrigi (uciderea Laurei Palmer) și a faptului că liniile narative au devenit din ce în ce mai obscure și neclare, interesul publicului a început în sfârșit să scadă, iar Peaksmania părea oficial încheiată. Mulți considerau că extravaganța acum deschisă a serialului îl transormase într-o autoparodie, fiind departe de șarmul și inteligența primei serii. Aceste nemulțumiri, împreună cu schimbarea orei de difuzare în repetate rânduri, au dus la o scădere uriașă a ratingului. Pe 15 februarie 1991, ABC a anunțat că serialul fusese pus în pauză nedefinită, mișcare ce duce de obicei la anularea emisiunii.
Totuși, acesta nu era sfârșitul, pentru că exista încă destul interes față de serial, astfel că fanii au pornit propria campanie de trimis scrisori, denumită C.O.O.P. (Citizens Opposed to the Offing of Twin Peaks - cetățeni care se opun anulării Twin Peaks). Campania a reprezentat un mare succes, iar canalul de televiziune a acceptat să difuzeze încă șase episoade (pentru a încheia seria). 
Știind că acesta era probabil sfârșitul serialului, creatorii au făcut un ultim efort în speranța de a-l revitaliza. Agentului Cooper i s-a dat un interes amoros, Annie Blackburn (Heather Graham) (de data aceasta, fără obiecții din partea lui Kyle MacLachlan). În ultimul episod al seriei, s-a încercat atragerea interesului publiclui printr-un final dramatic și ambiguu (așa cum se procedase pentru seria precedentă). Din nefericire, nu strategia nu a generat suficient interes și serialul nu a fost reînnoit pentru o a treia serie, lăsându-i pe fani cu o linie narativă nerezolvată, care continuă să fie dezbătută pe Internet.
David Lynch însuși s-a „întors” să regizeze ultimul episod, supărându-i pe unii din scenariști, care se simțiseră abandonați de regizor cu ceva timp înainte și care nu au fost mulțumiți de întoarcerea sa neanunțată și de schimbările ulterioare aduse scenariului. Cu toate acestea, regia lui Lynch a dat naștere unui episod memorabil, suprarealist, de coșmar, iar personalitățile protagoniștilor s-au întors la o stare mai apropiată de cea inițială, ignorându-se schimbările petrecute în seria a doua. 
Ulterior, David Lynch, nemulțumit de „amestecul” canalului ABC în decursul celui de-al doilea sezon, avândut întregul serial televiziunii Bravo pentru o sumă mică de bani. Bravo a început să difuzeze serialul de la început, însă, cu toate că Lynch a creat introduceri ale Doamnei cu Butucul pentru fiecare episod, interesul publicului nu a fost același ca prima dată.

### Urmări și moștenire
Chiar și după difuzarea ultimului episod, David Lynch nu terminase cu „Twin Peaks”. În 1992, „Twin Peaks: Fire Walk With Me”, filmul de lung metraj „Twin Peaks”, a fost lansat, spre bucuria fanilor nerăbdători. Subiectul era cel care îl interesase inițial pe Lynch: povestea Laurei Palmer. Filmul prezenta acțiunea anterioară serialului, anume moartea Laurei și evenimentele care au precedat-o. Din nefericire, mulți, inclusiv fanii serialului și critici de film, au fost dezamăgiți de acest proiect, care era mai tulburător și mai puțin comic decât serialul și nu rezolva finalul ambiguu al acestuia. Un alt defect important la momentul respectiv era imposibilitatea de a înțelege filmul fără a fi familiar cu serialul. 
Moștenirea lui „Twin Peaks” se poate vedea în multitudinea de seriale „bizare” care i-au urmat, ca de exemplu Northern Exposure, Wild Palms, Eerie, Indiana, Picket Fences, Dosarele X, Neveste disperate, Veronica Mars, Lost și Carnivàle. Multe dintre acestea au fost supranumite „următorul „Twin Peaks””, fie înainte să debuteze sau după ce au ajuns emisiuni de succes.

## Coloana sonoră
Compozitorul Angelo Badalamenti, care a contribuit frecvent la proiectele lui Lynch, a realizat coloana sonoră a serialului, creând, printre alte piese, leitmotivul „Laura’s Theme”, celebra melodie de generic. Câteva melodii au fost împrumutate de pe albumul „Floating Into the Night” a lui Julee Cruise, scris în mare parte de Badalamenti și Lynch și lansat în 1989. Cântecele „Falling”, „The Nightingale” și „Into the Night”, care se găsesc în varianta completă pe album, au fost utilizate în diverse episoade.

## Personaje
- Kyle MacLachlan ca Dale Cooper
- Michael Ontkean ca Harry S. Truman
- Mädchen Amick ca Shelly Johnson
- Dana Ashbrook ca Bobby Briggs
- Richard Beymer ca Benjamin Horne
- Lara Flynn Boyle ca Donna Hayward
- Sherilyn Fenn ca Audrey Horne
- Warren Frost ca Will Hayward
- Peggy Lipton ca Norma Jennings
- James Marshall ca  James Hurley
- Everett McGill ca Ed Hurley
- Jack Nance ca Pete Martell
- Joan Chen ca Jocelyn Packard
- Ray Wise ca Leland Palmer
- Piper Laurie - Catherine Martell
- Kimmy Robertson ca Lucy Moran
- Eric Da Re ca Leo Johnson
- Harry Goaz ca Andy Brennan
- Michael Horse ca Tommy "Hawk" Hill
- Sheryl Lee ca Laura Palmer/Madeleine "Maddy" Ferguson
- Russ Tamblyn ca Lawrence Jacoby
- Kenneth Welsh ca Windom Earle